# Sund, Flakstads kommun
Sund är ett fiskeläge i Flakstads kommun i Nordland fylke i norra Norge. Orten ligger vid änden av fylkesväg 7598, vid sidan av Europaväg 10, på den sydligaste delen av ön Flakstadøya.

## Bilder

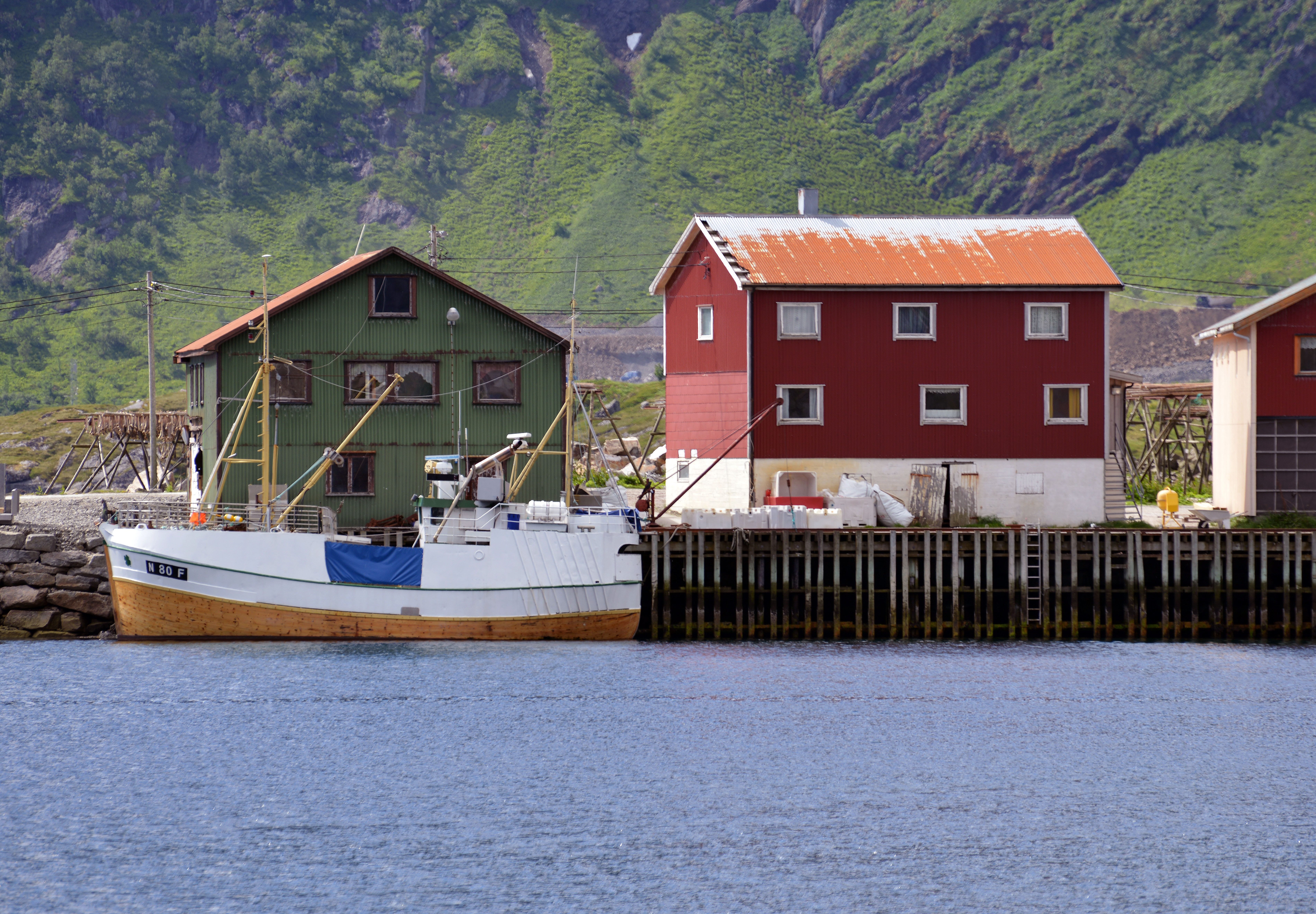
Vy från hamnen i Sund.
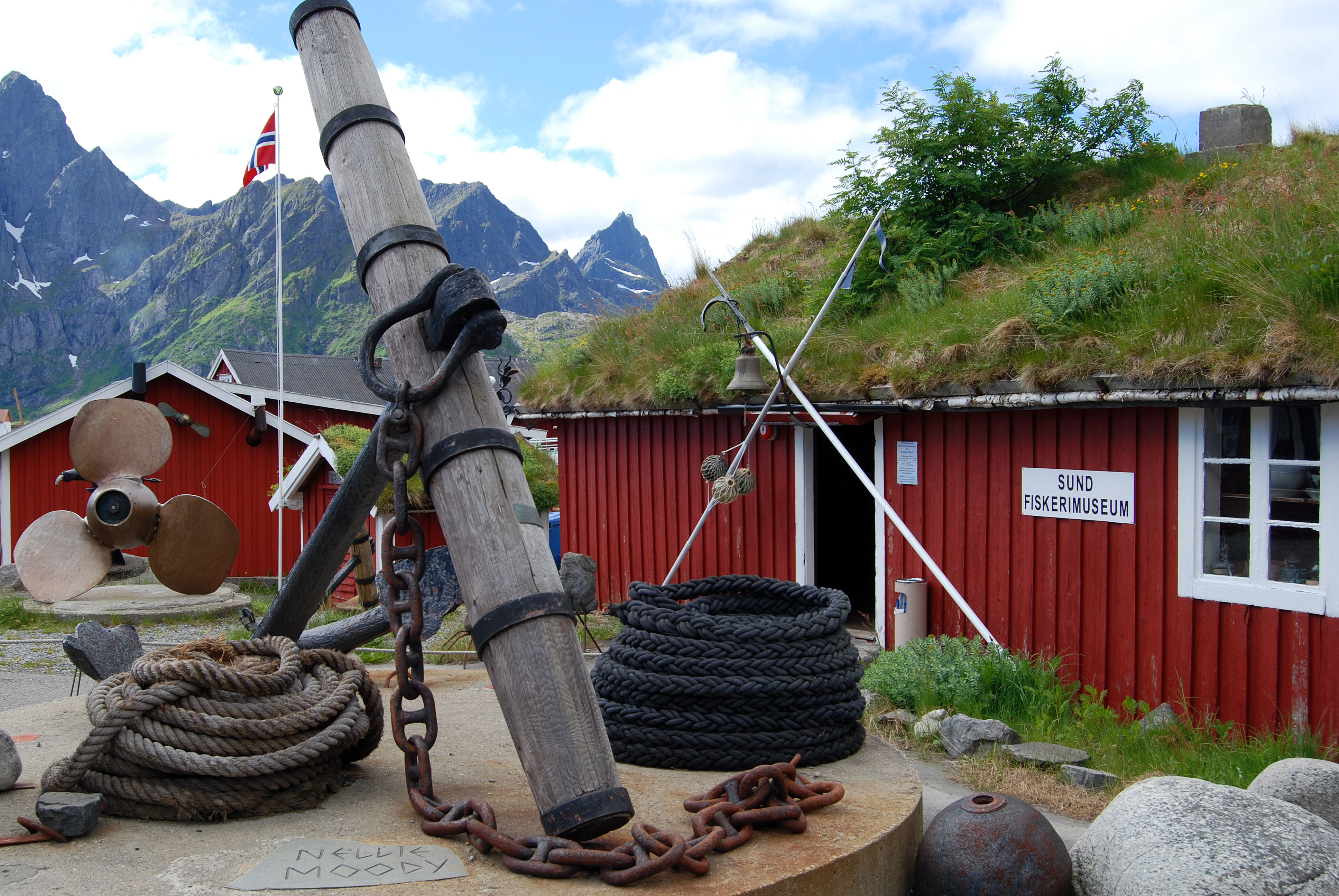
Sund fiskerimuseum.